# Terningen
Der Terningen (norwegisch für Würfel) ist ein kleiner und 2680 m hoher Berggipfel im ostantarktischen Königin-Maud-Land. Im südöstlichen Teil der Gjelsvikfjella bildet er die höchste Erhebung des Sauterriegels.
Erste Luftaufnahmen entstanden bei der Deutschen Antarktischen Expedition 1938/39 unter der Leitung des Polarforschers Alfred Ritscher. Norwegische Kartographen, die ihn auch deskriptiv benannten, kartierten ihn anhand von Vermessungen und Luftaufnahmen der Norwegisch-Britisch-Schwedischen Antarktisexpedition (1949–1952) und Luftaufnahmen der Dritten Norwegischen Antarktisexpedition (1956–1960) aus den Jahren zwischen 1958 und 1959. 